# Mercury City Tower
O Mercury City Tower (em russo: Меркурий Сити Тауэр) é um arranha-céu no Centro Comercial Internacional Cidade de Moscou em Moscou, na Rússia. A construção inicial começou em 2006, e foi concluída em 2013. Ao total tem 339 metros de altura e 75 andares.